# Avangard
De agroholding Avangard (Avangardco Investments Public Ltd) is een Oekraïens agrarisch bedrijf met hoofdkantoor in Kiev, gespecialiseerd in de productie en verkoop van eieren en eierproducten (eierpoeder). Met een inventaris van 18,6 miljoen legkippen, 6,3 miljard gelegde eieren en meer dan 21.000 ton droge ei (zoals gerapporteerd in 2014) is de Avangard Group de grootste eierproducent in Europa. Uitgaande van het aantal legkippen was Avangard op 1 januari 2012 de op een na grootste eierproducent ter wereld, na het Amerikaanse bedrijf Cal-Maine. Het bedrijf is naar eigen opgave een van de grootste agrarische bedrijven in Oekraïne en de grootste industriële eierproducent aldaar met een marktaandeel van 49%. De producten worden geëxporteerd naar tal van landen in het Midden-Oosten, Afrika, Azië, het Gemenebest van Onafhankelijke Staten en Europa.
Als verticaal geïntegreerd bedrijf heeft Avangard 19 legbatterijen, drie broedplaatsen, tien boerderijen, zes voedermolens, drie magazijnen en een ijsdrogingsinstallatie.
Het bedrijf werd in 2003 opgericht door Oleh Bachmatjoek na overname van een ander bedrijf in legkippen. Hij was eerder werkzaam voor het staatsolieconcern Naftohas.
Het bedrijf is sinds 2010 genoteerd op de Londense beurs. De grootste aandeelhouder is UkrLandfarming PLC, de op een na grootste aandeelhouder Omtron Ltd; in beide aandeelhouders heeft Bachmatjoek een beslissende stem.